# All the Way... A Decade of Song & Video
All the Way... A Decade of Song & Video è il sesto home video della cantante canadese Céline Dion. È una collezione dei suoi video musicali in lingua inglese, pubblicata il 20 febbraio 2001. Quest'antologia retrospettiva contiene video ed esecuzioni dal vivo di molti successi di Céline, 7 successi e 7 inediti. Un box DVD+CD contenente l'album All the Way... A Decade of Song è stato pubblicato il 20 ottobre 2003. L'antologia dei video musicali in lingua francese, On ne change pas, verrà pubblicata nel 2005.

## Descrizione
Fra i "classici" sono presenti "My Heart Will Go On", "Because You Loved Me", "Beauty and the Beast" e "I'm Your Angel" (duetto con R. Kelly).
Fra gli inediti c'è il singolo di lancio "That's the Way It Is", scritta e prodotta da un team che al tempo lavorava con Britney Spears, Backstreet Boys e 'N Sync. Céline l'ha interpretata live assieme agli 'N Sync, durante il suo special TV per la CBS, a fine novembre 1999 per lanciare l'album.
Fra gli inediti anche un brano di Robert John "Mutt" Lange, produttore di Shania Twain: "If Walls Could Talk", con Shania che fa da corista (come già aveva fatto nel brano di Céline Goodbye's (The Saddest Word). La canzone è una cover di Stevie Vann.
Le altre due cover presenti fra gli inediti sono "The First Time Ever I Saw Your Face" di Roberta Flack (già interpretata da Céline nello special TV della CBS per il lancio di These Are Special Times nel 1998 e in futuro inclusa nell'album Miracle) e "All the Way" (incisa in un duetto virtuale con il suo interprete originario, Frank Sinatra e candidata per un Grammy Award for Best Pop Collaboration with Vocals).
"Then You Look at Me" è stata scritta da James Horner e Will Jennings (autori di "My Heart Will Go On", che collaborano qui con Céline per la prima volta dopo quel brano) e fa parte della colonna sonora del film L'uomo bicentenario, con Robin Williams.
"I Want You to Need Me" è l'ultimo brano di Diane Warren (autrice di molti brani della Dion, fra cui Because you loved me) inciso dal Céline. Altre due canzoni scritte dalla Warren e prodotte da David Foster furono incise durante la sessione di All the Way... a Decade of Song, ma non furono mai inserite in un album. Una di esse, chiamata "Would I Know" è finita in internet nel maggio del 2005 (ed è stata incisa da Charlotte Church nel 2003), ma la seconda, "Run Like a River", rimane ancora introvabile.
L'ultima traccia dell'album, "Live (for the One I Love)", è la versione inglese di "Vivre" (originariamente interpretata da Noa), brano dell'opera musicale Notre-Dame de Paris di Luc Plamondon e Riccardo Cocciante (interpretata nella versione italiana da Lola Ponce).
Le performance di "Beauty and the Beast," "Because You Loved Me" e "To Love You More" sono estratti dell'home video Live in Memphis. "The First Time Ever I Saw Your Face" e "All the Way" sono estratti dallo speciale TV della CBS del (1999).
Una versione estesa di All the Way… A Decade of Song & Video con 6 nuovi video è stata pubblicata in Giappone nel 2008, come parte di Ultimate Box.

## Successo
All the Way... A Decade of Song & Video è rimasta 47 settimane nella Top Music Video chart negli USA, raggiungendo la numero 15. Ha ottenuto negli USA il disco di platino (100 000 copie) anche se, secondo la Nielsen SoundScan ne ha vendute 220 000 per cui avrebbe dovuto ottenerne 2. All the Way... A Decade of Song & Video ha raggiunto la nº 3 nella Australian DVD chart e vi è rimasta per 60 settimane, ottenendo 2 dischi di platino (30 000). Nella classifica francese dei video musicali, disponibile dal settembre 2003, All the Way... A Decade of Song & Video ha raggiunto la nº 11.

## Tracce
1. Program start
2. The Power of Love (Applegate, DeRouge, Mende)
3. If You Asked Me To (Warren)
4. Misled (Bralower, Zizzo)
5. Beauty and the Beast (live in Memphis) (Ashman, Menken)
6. Because You Loved Me (Live in Memphis) (Warren)
7. It's All Coming Back to Me Now (single version) (Steinman)
8. Love Can Move Mountains (Warren)
9. To Love You More (Live in Memphis) (Foster, Miles)
10. My Heart Will Go On (Horner, Jennings)
11. I'm Your Angel (Kelly)
12. That's the Way It Is (Carlsson, Lundin, Martin)
13. If Walls Could Talk (Lange)
14. The First Time Ever I Saw Your Face (live) (MacColl)
15. All the Way (live) (Cahn, VanHeusen)
16. Then You Look at Me (Horner, Jennings)
17. I Want You to Need Me (Warren)
18. Live (for the One I Love) (Cocciante, Jennings)

### Bonus
- It's All Coming Back to Me Now (stereo mix - long version) (Steinman)
- Biography
- Discography
- Photo gallery

## Staff
- John Doelp – produttore esecutivo
- Jim Gable – produttore
- Humberto Gatica – Mixing
- Vito Luprano – produttore esecutivo
- Denis Savage – Mixing